# Playing the Pipers
Playing the Pipers è un cortometraggio muto del 1913 diretto da William Humphrey.

## Produzione
Il film fu prodotto dalla Vitagraph Company of America.

## Distribuzione
Distribuito dalla General Film Company, il film - un cortometraggio in una bobina - uscì nelle sale cinematografiche statunitensi il 22 agosto 1913. Il 1º dicembre di quell'anno venne distribuito anche nel Regno Unito.